# Periodismo hiperlocal
Esta modalidad del periodismo nace principalmente de la iniciativa ciudadana por proporcionar información cercana a su contexto geográfico inmediato. Sin embargo, medios tan importantes como el New York Times han comenzado a impulsar espacios para el periodismo hiperlocal.
Los detractores del Periodismo Ciudadano estiman que, en tanto es realizado por personas sin entrenamiento periodístico, la información generada carece de calidad y, al no existir una fuente identificable la credibilidad queda en entredicho, puesto que hay mayor riesgo de plagio, manipulación de la información o difusión de información no comprobada.
Lo cierto, es que importantes periodistas en el mundo han incursionado en el periodismo hiperlocal, adaptando las normas básicas del ejercicio periodístico y creando nuevas acordes al avance tecnológico.

### Periodismo hiperlocal digital
Dentro del periodismo hiperlocal, se ha extendido, especialmente gracias a Wordpress, la aparición de numerosos periódicos digitales que tratan las noticias hiperlocales de un modo profesional. Detrás de esos periódicos locales hay verdaderos periodistas profesionales. Aunando sus fuerzas, perioristas e informáticos crean periódicos que dan difusión a sucesos, noticias, entrevistas e información relevante de la comunidad, que de otro modo podrían pasar desapercibidos.

#### Monetización del periodismo hiperlocal digital
Dado que los periódicos digitales, casi en su mayoría, no cuentan con una edición impresa que puedan vender para financiar sus actividades profesionales tienen que recurrir a otros medios. El principal recurso para monetizar un periódico hiperlocal es el uso de plataformas de anuncios como Google AdSense. También se llegan a acuerdos comerciales con marcas y empresas locales para ubicar sus anuncios de productos en la edición digital y dar difusión a sus negocios a través de Internet dentro de la comarca.